# Mundialito 1980
Mundialito 1980 (trong tiếng Tây Ban Nha có nghĩa là "World Cup nhỏ") hay Copa de Oro de Campeones Mundiales (tiếng Anh: World Champions' Gold Cup; tiếng Việt: Cúp Vàng của những Nhà Vô địch Thế giới) là một giải đấu bóng đá quốc tế đặc biệt được tổ chức tại Montevideo, Uruguay; từ ngày 30 tháng 12 năm 1980 đến ngày 10 tháng 1 năm 1981 để kỷ niệm 50 năm ngày tổ chức Giải vô địch bóng đá thế giới (FIFA Word Cup) đầu tiên. Giải được tổ chức chính tại nơi FIFA World Cup được tổ chức lần đầu tiên năm 1930 là quốc gia Nam Mỹ Uruguay. Các đội bóng tham dự giải cũng chính là các đội tuyển quốc gia đã từng giành chức vô địch FIFA World Cup trước đó bao gồm: Uruguay, Italia, Tây Đức (nay là đội tuyển Đức), Brasil, Argentina và đội tuyển Hà Lan (đội bóng giành ngôi Á quân 2 lần gần nhất) do được mời thế chỗ đội tuyển Anh từ chối tham dự giải.
Sau 7 trận đấu diễn ra trong 12 ngày tại Montevideo, đội tuyển chủ nhà Uruguay là đội giành chức vô địch Mudialito.

## Thành phần tham dự

### Đội tuyển
| Đội tuyển         | Liên đoàn | Thành tích                                |
| ----------------- | --------- | ----------------------------------------- |
| Uruguay (chủ nhà) | CONMEBOL  | Vô địch FIFA World Cup 1930 và 1950       |
| Ý                 | UEFA      | Vô địch FIFA World Cup 1934 và 1938       |
| Tây Đức           | UEFA      | Vô địch FIFA World Cup 1954 và 1974       |
| Brasil            | CONMEBOL  | Vô địch FIFA World Cup 1958, 1962 và 1970 |
| Argentina         | CONMEBOL  | Vô địch FIFA World Cup 1978               |
| Hà Lan            | UEFA      | Á quân FIFA World Cup 1974 và 1978        |

Ban đầu, Ban Tổ chức giải dự định giải đấu chỉ gồm 6 đội tuyển đã từng vô địch thế giới trước đó (bao gồm cả chủ nhà Uruguay) nhưng đội tuyển Anh (nhà vô địch FIFA World Cup 1966) đã từ chối tham dự giải với lý do trong dịp Giáng sinh và năm mới thì các giải đấu trong nước của Anh không được tạm nghỉ như các quốc gia khác ở châu Âu mà thay vào đó sẽ bước vào giai đoạn gay cấn với lịch thi đấu dày đặc nên khó tập trung đội tuyển quốc gia cho chuyến hành trình dài sang Nam Mỹ xa xôi. Cho nên Ban Tổ chức đã mời đội tuyển Hà Lan với biệt danh Cơn lốc màu da cam thế chỗ của tuyển Anh mặc dù lúc này tuyển Hà Lan chưa từng vô địch thế giới nhưng đang là đội tuyển gây ấn tượng với làng bóng đá thế giới bằng việc giành ngôi Á quân của 2 kỳ FIFA World Cup gần nhất trên nền tảng bóng đá tổng lực mới lạ và đẹp mắt trong thập niên 1970.

### Danh sách cầu thủ
Mỗi đội được đăng ký 18 cầu thủ, trong đó có tối thiểu 2 thủ môn. Giải đấu đã quy tụ rất nhiều ngôi sao bóng đá thế giới thời điểm đó đến tham dự như: Mario Kempes, Daniel Passarella và tài năng trẻ Diego Maradona của Argentina; Karl-Heinz Rummenigge, Felix Magath của Tây Đức; Marco Tardelli và tài năng trẻ Carlo Ancelotti của Italia; 2 anh em sinh đôi nhà van de Kerkhof (René và Willy) của Hà Lan;...

## Địa điểm
Tất cả bảy trận đấu của giải đều được tổ chức trên Estadio Centenario, đây là một sân vận động lớn với sức chứa 60.235 chỗ ngồi ở phía Nam thành phố cảng Montevideo, thủ đô của Uruguay. Trong tiếng Tây Ban Nha: Estadio Centenario có nghĩa là Sân vận động Thế kỷ (Estadio là Sân vận động; Centenario là Thế kỷ). Sân Centenario được khởi công xây dựng từ tháng 7 năm 1929 với mục đích ban đầu là để phục vụ cho FIFA World Cup 1930 và cũng từ đó nó trở thành sân nhà của Đội tuyển bóng đá quốc gia Uruguay. Đây là một sân vận động huyền thoại đã chứng kiến rất nhiều vinh quang của đội tuyển Uruguay, chỉ 12 ngày sau khi mở cửa (từ 18 đến 30 tháng 7 năm 1930), sân vận động này đã là nơi chứng kiến đội tuyển Uruguay là đội tuyển bóng đá nam đầu tiên giành chức vô địch thế giới khi đánh bại Argentina với tỉ số 4 – 2 trong trận chung kết World Cup 1930 và sau đó là thêm 3 lần chứng kiến đội tuyển Uruguay giành chức vô địch South American Championship (từ năm 1975 là Copa América như hiện nay) vào các năm 1942, 1956, 1967.

Ảnh chụp panorama sân Centenario nhìn từ khán đài Olímpica (khán đài Thế vận hội).

## Thể thức thi đấu
- Giải đấu không có vòng sơ loại, 6 đội tuyển tham dự giải vào thẳng vòng đấu bảng, các đội tuyển được bốc thăm chia thành 2 bảng đấu, mỗi bảng 3 đội đá vòng tròn 1 lượt. Bảng "A" gồm Uruguay, Italia và Hà Lan; Bảng "B" gồm Tây Đức, Brasil và Argentina. Hai đội đứng đầu 2 bảng sẽ lọt vào trận chung kết chọn ra nhà vô địch và không có trận tranh hạng ba.
- Quy tắc xếp thứ tự trong một bảng đấu: các đội được xếp thứ tự theo điểm số, mỗi trận thắng được 2 điểm, hòa được 1 điểm, thua 0 điểm. Đội nào có điểm số cao hơn thì xếp trên. Nếu 2 đội bằng điểm thì xếp thứ tự theo ưu tiên sau:

1. Trong trận đấu 2 đội gặp nhau ở vòng bảng, đội nào giành chiến thắng thì được xếp trên.

2. Nếu 2 đội hòa nhau thì đội nào có hiệu số bàn thắng – bại cao hơn thì được xếp trên.

3. Đội nào có số bàn thắng ghi được nhiều hơn thì được xếp trên.

4. Nếu vẫn bằng nhau, Ban Tổ chức sẽ tiến hành rút thăm may mắn mà không tổ chức một trận đá lại.

## Vòng đấu bảng

### Bảng A
| Đội tuyển | Trận | T | H | B | BT | BB | HS | Đ |
| --------- | ---- | - | - | - | -- | -- | -- | - |
| Uruguay   | 2    | 2 | 0 | 0 | 4  | 0  | +4 | 4 |
| Ý         | 2    | 0 | 1 | 1 | 1  | 3  | −2 | 1 |
| Hà Lan    | 2    | 0 | 1 | 1 | 1  | 3  | −2 | 1 |

| Uruguay                            | 2 – 0 | Hà Lan |
| ---------------------------------- | ----- | ------ |
| Venancio Ramos 31' · Victorino 45' |       |        |

| Uruguay                                   | 2 – 0 | Ý |
| ----------------------------------------- | ----- | - |
| Julio Morales 67' (ph.đ.) · Victorino 81' |       |   |

| Ý            | 1 – 1 | Hà Lan         |
| ------------ | ----- | -------------- |
| Ancelotti 7' |       | Jan Peters 15' |

### Bảng B
| Team      | Trận | T | H | B | BT | BB | HS | Đ |
| --------- | ---- | - | - | - | -- | -- | -- | - |
| Brasil    | 2    | 1 | 1 | 0 | 5  | 2  | +3 | 3 |
| Argentina | 2    | 1 | 1 | 0 | 3  | 2  | +1 | 3 |
| Tây Đức   | 2    | 0 | 0 | 2 | 2  | 6  | −4 | 0 |

| Argentina                         | 2 – 1 | Tây Đức      |
| --------------------------------- | ----- | ------------ |
| Kaltz 84' (l.n.) · Ramón Díaz 88' |       | Hrubesch 41' |

| Brasil       | 1 – 1 | Argentina    |
| ------------ | ----- | ------------ |
| Edevaldo 47' |       | Maradona 30' |

| Brasil                                                         | 4 – 1 | Tây Đức    |
| -------------------------------------------------------------- | ----- | ---------- |
| Júnior 56' · Toninho Cerezo 61' · Serginho 76' · Zé Sérgio 82' |       | Allofs 54' |

## Chung kết
Sau 6 trận ở vòng đấu bảng thì Uruguay và Brasil là 2 đại diện cuối cùng tham dự trận chung kết. Sau 90 phút trên sân Centenario, Uruguay đã đánh bại đội tuyển Brasil với bàn thắng ấn định tỉ số 2 – 1 ở phút thứ 80 của Waldemar Victorino. Một tỉ số giống với trận đấu được coi là chung kết của FIFA World Cup 1950 giữa 2 đội trên sân Maracanã. Huấn luyện viên của đội tuyển Uruguay thời điểm này là ông Roque Máspoli cũng chính là thủ môn bắt chính của đội tuyển Uruguay trong trận đấu ở kỳ World Cup 30 năm về trước.
| Uruguay                     | 2 – 1 | Brasil               |
| --------------------------- | ----- | -------------------- |
| Barrios 50' · Victorino 80' |       | Sócrates 62' (ph.đ.) |

| Vô địch Mundialito 1980 Uruguay Lần thứ nhất |

## Ghi bàn
3 bàn
- Waldemar Victorino

1 bàn
- Ramón Díaz
- Diego Maradona
- Edevaldo
- Junior
- Serginho
- Sócrates
- Toninho Cerezo
- Zé Sérgio
- Klaus Allofs
- Horst Hrubesch
- Jan Peters
- Carlo Ancelotti
- Jorge Barrios
- Julio Morales
- Venancio Ramos

Phản lưới nhà
- Manfred Kaltz (cho Argentina)